# Un jardin sur l'Oronte
Pour les articles homonymes, voir Un jardin sur l'Oronte (homonymie).
Un jardin sur l'Oronte est un roman de Maurice Barrès, publié pour la première fois en 1922 chez Plon-Nourrit. Barrès y aurait retranscrit une histoire qu’un archéologue irlandais lui aurait traduite à partir d’un manuscrit, un soir de juin 1914, dans un café à Hama, au bord de l’Oronte. Ce récit d’amour entre un Chrétien et une Sarrasine se déroule à l’époque des croisades, au Moyen Âge,.
La publication donna lieu à ce que l’on appela par la suite la querelle de l’Oronte, : selon les termes de Jane F. Fulcher, « malgré le conservatisme bien connu de Barrès, le roman fit scandale, notamment dans la presse catholique, qui en considéra la sensualité comme un outrage à la morale religieuse ».
Après la mort de Barrès, l’ouvrage sur lequel il disait avoir projeté une conception wagnérienne fut adapté en opéra du même nom avec un livret de Franc-Nohain et une musique de Alfred Bachelet. La création, sans doute retardée par le scandale, eut lieu le 7 novembre 1932.

## Éditions
- Un jardin sur l'Oronte, Paris : Plon, 1922 [lire en ligne]

## Adaptations
Franc-Nohain en a tiré un drame lyrique, dont Alfred Bachelet a composé la musique.
René Leprince et Émile-Bernard Donatien l'ont adapté au cinéma sous le titre Le Jardin sur l'Oronte en 1925.